# أرماندو روش
أرماندو روش هو لاعب كرة قاعدة كوبي، ولد في 7 ديسمبر 1926، وتوفي في 26 يونيو 1997 في مايوود في الولايات المتحدة.

## وصلات خارجية
- أرماندو روش على موقعبيزبول رفرنس.كوم (الدوري الرئيسي) (الإنجليزية)
- أرماندو روش على موقعبيزبول رفرنس.كوم (الدوري الثانوي) (الإنجليزية)